# Нидерландская кухня
Нидерландская кухня объединяет древние традиционные блюда и современную гастрономию. Кухня и её рецепты формировались благодаря благоприятным факторам, таким как повсеместное рыболовство, богатая сельскохозяйственная традиция и импорт из колоний. Современные нидерландские блюда характеризуется простотой приготовления, но в то же время и большой энергетической ценностью. Во всём мире узнаваемы нидерландские сорта сыра и шоколада. Вместе с тем кухня характеризуется ограниченным разнообразием блюд (как для североевропейских кухонь в целом), большим потреблением овощей по сравнению с мясом. Исторически ассортимент нидерландской кухни значительно обеднел в начале XX века, когда многих девочек (будущих домохозяек) обучали в так называемых «школах домашнего хозяйства» готовить простые и дешёвые блюда. Вместе с тем, продолжает существовать так называемое кулинарное разнообразие в зависимости от региона страны: в Текселе — это баранина, Эйссельмере — угорь, в Лимбурге — спаржа, а в Зеландии — устрицы. Хотя нидерландская кухня потеряла часть своего разнообразия и привлекательности, голландцы могут похвастаться культурой питания, в которой не последнюю роль играют высокого качества продукты. Исследования некоммерческой организации Оксфам говорят о том, что по состоянию на 2018 год среди 125 стран мира Нидерланды занимают первое место в рейтинге многообразной, полезной и недорогой пищи.

## История
Историк и исследователь истории развития кухни Жак Мирман в своей книге «Маленькая история голландской кухни» (нидерл. Kleine Geschiedenis van de Nederlandse Keuken) выделяет следующие три этапа развития нидерландской кухни: римская, арабская, американская волны.

### Римская волна
Римская волна влияния (нидерл. De Romeinse golf) охватывала период с 58 г. до н. э., когда римские войска под командованием Гая Юлия Цезаря вторглись на земли, на которых расположены нынешние Южные Нидерланды и Бельгия. Вскоре местные германские племена были покорены и в их рацион вошли доселе непривычные продукты: курица, бобовые и зерновые растения. При этом из сведений римских писателей о рационе питания на территории Нижних земель становятся известными кулинарные предпочтения населявших эти земли племён. Согласно им они употребляли в пищу мясо, фрукты, пшеницу и сыры. По мнению Мирмана это заключение сильно преувеличено, но несомненным фактом остаётся то, что разнообразие продуктов питания в этом регионе значительно уступало римскому. Также на основании своих исследований различных документов из библиотеки Университета Амстердам он отмечает то, что германцы разводили крупный рогатый скот, овец, коз, свиней и лошадей. Последние, скорее всего, в рацион питания не входили, но остальные служили источником мяса и молока.
На территории современной Бельгии Мирман указывает на факт изготовления ветчины. В рацион питания входили гуси, утки, куропатки, вальдшнепы, косули, зайцы и рыба, особенно пресноводная: лещ, угорь, щука, окунь, осётр, лосось и, по крайней мере, морская рыба, такая как скумбрия. И хотя этот список кажется внушительным, Мирман отмечает, что не все и не везде эти виды были доступны тем или иным племенам, а вышеупомянутое перечисление является возможным. После исследования найденных сосудов из керамики, которые были датированы 800 г. до н. э. (по другим данным 200 годом до нашей эры) оказалось, что в те времена уже занимались изготовлением сыра на территории современных Нидерландов. Горшки содержали следы молока с добавлением сычужного фермента. Первое упоминание сыры на территории Нидерландов в литературе появилось в книге De bello Gallico. Стремительное развитие сыроварения произошло во времена Средневековья. Провинции Северная и Южная Голландия и Фрисландия были наиболее подходящими для ведения животноводства. С развитием городов и роста популярности сыра наряду с правами города им предоставлялось также и право взвешивания сыра. Такое право для города означало не только повышение престижа, но и экономический рост. Например, Харлем был первым из городов, получившим право на проведение сырных ярмарок и взвешивания сыра в 1266 году. Лейдену такие права были предоставлены в 1303 году, Аудеватеру в 1326 и Алкмару в 1365 году. Голландские сыры обладали значительным сроком хранения, что сделало их предметом экспорта во многие страны, включая перевозки морем в страны Средиземноморья. В 1539 году в Алкмаре учредили первую гильдию сыроваров. 
Несмотря на значительное разнообразие сортов сыра, Нидерланды ассоциируются в первую очередь с сырами Гауда и Эдам. Многие источники приводят такой факт, что головки сыра эдам использовались в качестве ядра для пушек. Первый случай описан в дневнике за 1663 год, когда командор флота из Монтевидео открыл огонь сырными ядрами по флоту из Буэнос-Айреса.

### Арабская волна
Волна арабского влияния (нидерл. De Arabische golf) начинается с контактами с исламским миром в период правления Карла Великого. Мирман отмечает тот момент, что брат халифа из Багдада и посланник в Нидерландах был также первым мусульманским автором кулинарной книги и допускает возможность её влияния на нидерландскую кухню, поскольку арабская кухня была ведущей в течение семи веков на территории Испании. К арабским достижениям он причисляет рецепты тушёного мяса и слоёного теста. Первая средневековая кулинарная книга Нидерландов Томаса ван дер Ноота (Thomas Van der Noot) напечатана в монастыре Брюсселя в 1514 году под названием «Выдающаяся книга по-кулинарии» (ориг. название «Een notabel boecxken van cokeryen»).

### Американская волна
Американская волна влияния (нидерл. De Amerikaanse golf) пришла в Нидерланды благодаря основанию Голландской Ост-Индской и Вест-Индской компаний, через которые Нидерланды и другие страны Европы, получили кофе, чай, сахар и экзотические фрукты. Чай подавался с разного рода сладостями, пирогами, печеньем, конфетами и марципаном.

Продукты, напитки и кухонная утварь Нидерландов семнадцатого века запечатлены на полотнах голландских живописцев. Во время «Золотого века Нидерландов» корабли Ост и Вест-Индской компаний привозили индийские пряности (Голландская Ост-Индия), индийский, а также бразильский тростниковый сахар. Разнообразие в рацион голландцев внесли экзотические бананы и ананасы. Этот период характеризуется увеличением количества приёмов пищи с двух до четырёх раз на день. Традиционный завтрак состоял из хлеба с маслом или сыром, на обед в полдень подавали тушёное мясо с овощами или рыбу с варёными овощами, на десерт — фрукты с медовым пирогом. Полдник также включал хлеб с маслом или сыром. Ужин того времени состоял из остатков обеда. В этот период начала зарождаться особая любовь голландцев к сладостям, которая нашла своё отображение в многочисленных кондитерских изделиях: подслащенных хлебцах, пирогах с медом, пряниках с имбирем, марципане, миндале с корицей. На полотнах живописцев нашли отображение и некоторые из праздничных блюд: блины, вафли и олиболы (жареные шарики из теста с изюмом, яблоками и миндалём). Традиционным напитком считалось пиво. 
Омары по-фризски (1772 г.)

Положите омаров в кастрюлю, залейте их хорошим бренди и подожгите с помощью серной палочки. Таким образом, омары становятся красиво красными, но при этом - живыми. Поместите их в плотное блюдо и подайте к столу, чтобы создать развлекательное зрелище, потому что когда вы снимаете крышку, омары внезапно вылезут, что является забавным действием. 
Автор: Фризская кухонная горничная и мудрая экономка.
Не в последнюю очередь предпочтение ему отдавалось из-за процесса, в котором вода проходила термическую обработку, что исключало инфекционные заболевания. Зажиточные люди могли позволить себе вина Средиземноморья. Вторая половина XVII века ознаменовалась восхождением чая и кофе, которые оказали значительное влияние на принципы и обычаи питания. Пробные партии чая начали поступать и постепенно росли в период 1610-1637 годов. Многочисленные рассказы в юмористической форме описывали повальное увлечение чаем, когда на приёмах конца семнадцатого века выпивалось до 100 чашек на гостя. Наравне с чаем снискал популярность и кофе, который подавался в кофейнях, где мужчины потребляли напиток в сочетании с курением и чтением газет. 
Рацион низших слоёв населения разнился по провинциям. В некоторых частях страны повседневное питание включало почти два килограмма ржаного хлеба в день для семьи из четырёх человек. В бухгалтерии муниципального детского дома Амстердама от 1640 года были перечни закупаемых продуктов. Сироты питались два раза в день, в ассортимент входили молоко, рыба, рис, крупы (ячмень, овёс, гречка), горох, фасоль, рожь, пшеница, свинина, масло, сыр, пиво, патока, соль, сухофрукты и специи. Обед состоял из фасоли и гороха с хлебом и второго блюда из солёного или копчёного мяса, колбасы с крупой и изюмом, бекона с морковью или капустой, селёдкой или сушёной треской. Вечером готовилась каша, иногда рисовая с пахтой, или пахта с пшеничным хлебом. В 1667 году была издана поваренная книга «De Verstandige Kock» из 225 рецептов. Она была рассчитана на новый высший класс купечества на фоне ослабевания дворянства как сословия. Книга начиналась разнообразными салатами и продолжалась рецептами овощей, мяса, дичи, птицы, солёных, копчёной, сушёной, солёной и пресноводной рыбы, хлеба и пирогов. Отдельной главой были отображены советы по способам хранения и заготовки.
Несмотря на короткий период доминирования в Новом Свете (официально с 1609 по 1664 год), голландские поселенцы смогли оказать большое влияние на культуру потребления пищи и разнообразие блюд в Америке. Блины, вафли, олиболы (пончики), крендели и капуста — вот некоторые из продуктов, которые были привезены туда колонистами. Поселенцы наладили фруктовое садоводство (яблоки, груши и персики), огородничество (салат, капуста, пастернак, морковь, свёкла, петрушка, розмарин, лук и эстрагон. Адриан ван дер Донк в книге «Описание Новых Нидерландов» («Beschryvinge van Nieuw-Nederlant») в 1655 году сообщал, что в Америке хорошо растут европейские фрукты и овощи, а фермеры наладили импорт лошадей, свиней и коров из Нидерландов. В 1796 году вышла в свет книга Амелии Симмонс под названием «American Cookery», где отобразились многочисленные блюда, среди которых: кандел, крюллер, коул слоу. В Европе на службе у Вильгельма IV кулинарную книгу написал французский шеф Венсан ля Шаппель (фр. Vincent La Chapelle). Отображая популярные у дворянства блюда, он указал на необыкновенное блюдо, которое он относил к нидерландской кухне — тушёную курицу с устрицами.
Нидерланды владели многими заморскими колониями, что не могло не наложить отпечаток на кулинарию. Ярким примером может послужить более чем трёхсотлетний период правления Ост-Индией (Индонезия). Входящие в состав Индонезийского архипелага Молуккские острова подарили миру чёрный перец, мускатный орех и гвоздику, которые прочно вошли в нидерландскую кухню. Благодаря голландским плантаторам в Ост-Индии возникла сервировка рийстафель. Поскольку голландцы отличались кулинарными изысками, не вся приготовленная индонезийцами еда приходилась им по вкусу. То, что они считали для себя наиболее приемлемым к употреблению, отбиралось и откладывалось на отдельный стол, где каждый мог взять себе и съесть сколько пожелает, без строгой порционной подачи. В былые времена ассортимент рийстафеля мог состоять из ста наименований блюд. Отличительной особенностью является то, что рис подаётся отдельно от гарнира, что вызвано необходимостью сохранить вкус, который будет непременно потерян при их смешивании.
В упадок нидерландская кухня начала приходить в XIX веке, когда время голландской колониальной экспансии и открытий подошло к концу. Нидерланды потеряли многие свои заморские территории, что отразилось на образе жизни, где повсеместно стала пропагандироваться бережливость и отказ от излишеств. На рубеже XIX—XX века девушки были отправлены в специализированные школы, где их обучали готовить просто, дёшево и быстро. Эксперименты со вкусами, ингредиентами и методами приготовления были восприняты как легкомысленные и считались недопустимыми. Как следствие, нидерландская кулинарная культура потеряла большую часть своих блюд и стала узнаваема лишь по разным вариациям пюре под названием стамппот. Не в последнюю очередь это связано с именем Анны Катарины Манден. Она работала на заводе в Гронингене и занималась исследованиями в области молекулярной биологии и зоологии. После того, как в стране было объявлено о начале обучения девушек рабочего класса основам ведения домашнего хозяйства, кулинарии и гигиене, Манден оставила работу и ушла в сферу образования в 1887 году. Целью этой кампании было сокращение детской смертности, заболеваний туберкулёзом и провождения значительного времени в пабах. По инициативе «Комитета по созданию кулинарной школы» (нидерл. Comite tot oprichting van een kookschool) и при финансовой поддержке организаций гражданского общества и королевы-консорт Эммы была создана школа кулинарии в Гааге. Тридцатитрёхлетняя Анна Манден подала заявку на должность учителя-переводчика. Пройдя конкурс, она была отправлена за счёт «Комитета» на обучение в Германию, где уже существовали подобные кулинарные школы в Ганновере и Берлине. 21 февраля 1888 года в здании по улице Stille Veerkade была открыта Haagsche Kookschool, в которой на первый курс были приняты 114 слушателей. В течение дня домохозяйки, а также молодые девушки изучали процесс готовки и получали информацию о питании, продуктах и правилах гигиены. Обучение было направлено на то, что приготовленная пища должна быть особенно питательной, здоровой и при этом не слишком дорогой. Современные научные концепции о питательных веществах и их влиянии на человеческий организм были более важными, чем традиция или вкус. В дополнение ко всем курсам, Манден проводила ежемесячные публичные лекции и организовывала ярмарки для сбора денег. По запросу школа также готовила блюда на заказ. С 1890 года эта школа также начала подготовку учителей кулинарии. В течение нескольких лет подобные школы были открыты в Амстердаме, Роттердаме и Харлеме. Большинство сотрудников этих учреждений были лично обучены Манден. С 1894 года она стала редактором ежемесячного кулинарного журнала с рецептами «In en om de Keuken». По просьбе её учеников Манден начала публиковать свои собственные рецепты, первое издание которых появилось в 1895 году. Эта поваренная книга должна была положить конец трудоёмкой перезаписи рецептов во время уроков. В 1895 году вышла в свет «Гаагская кулинарная книга» (нидерл. Haagse Kookboek), в которой Манден, вдохновившись немецкими исследователями питания, настаивала на разделении всей пищи на углеводы, белки и жиры. Поэтому, в своих рецептах она отдавала предпочтение поиску наилучшего баланса между этими тремя элементами. Эта книга была бестселлером на протяжении многих лет: в период между 1895 и 1929 годами она пережила 31 переиздание с общим тиражом в 125 000 экземпляров. Со временем Манден стала настолько строгой и требовательной по отношению к учащимся, что в один момент во время выпускных экзаменов лишь один обучающийся смог их сдать. Её методы преподавания снискали жалобы многих родителей, которые начали открыто критиковать Манден через прессу.
В 2008 году шеф-повар Альберт Кой (нидерл. Albert Kooy) в своей книге «De Nieuwe Nederlandse Keuken» выразил свою концепцию реформирования нидерландской кухни. Согласно его прогнозу к 2030 году станет острой проблема обеспечения растущего населения пищей. Традиционные формы производства продуктов питания станут нерациональными, и им на замену он предлагает привлечь радикально новые. Разрабатывать новые блюда Кой предлагает с учётом возможности использования насекомых, медуз и червей.
В 2012 году девять знаменитых шеф-поваров Нидерландов запустили совместный проект по сбору исторических рецептов, а также привлечению семейных рецептов жителей страны. Результатом этой работы стало издание исторического кулинарного путеводителя в 2013 году.
Знаменитый кулинарный критик и журналист Йоханнес ван Дам задался целью и собрал обширную коллекцию книг и рецептов нидерландской кухни. Вместе с другими двумя коллекционерами Йоопом Виттевеном (нидерл. Joop Witteveen) и Бартом Купейрусом (нидерл. Bart Cuperus) он передал свои коллекции в пользу Stichting Gastronomische Bibliotheek Amsterdam, фонды которой теперь насчитывали более 60 000 экземпляров. В 2012 году Амстердамский университет подчеркнул огромный вклад Йоханнеса ван Дама в кулинарную культуру Нидерландов и учредил ежегодную премию в его честь.
В настоящее время в Нидерландах прослеживается тенденция к возрождению традиционной кухни. Двадцать три известных шеф-повара страны подписались под общим манифестом, в котором обязались направить усилия на популяризацию нидерландских блюд среди посетителей. Среди них наиболее известным является Нивен Кюнз, признанный четырежды лучшим ресторатором в Нидерландах и обладатель «Звезды Мишлена» (которую он получил в возрасте 24 лет).

## Застольный этикет
Попытка систематизировать принципы подачи блюд, украшения и сервировки стола была предпринята в книге Джежарда Ворсельмана (нидерл. Gerard Vorselman) «Eenen nyeuwen coock boeck», которая вышла в 1560 году в Антверпене. В ней автор даёт описание того, что следует подавать отдельные столовые приборы для каждого сидящего за столом. Будучи врачом, Ворсельман рекомендует украшать обеденный стол в соответствии с временами года: весной — цветами и зеленью, осенью — фруктами, а зимой — пряными травами.
«Белое золото Харлема» или Haarlems Damast — под таким названием были всемирно известны кружевные столовые предметы (скатерти, салфетки, украшения). Производство было налажено беженцами, которые поселились в Северных Нидерландах в 1585 году после падения Антверпена из-за религиозной свободы. До XIX века столы зажиточных слоёв населения накрывались на манер «à la française», когда холодные и горячие блюда подавались одновременно. Затем последовала подача блюд на манер «à la russe», когда в первую очередь на стол выставлялись холодные блюда, а затем горячие.
В семнадцатом веке очень популярным среди богачей был китайский, а затем японский фарфор, импортировавшийся китайцами. Признаки дерева исчезли в более бедных кругах; олово и керамика пришли на его место. Для всех стало обычной практикой иметь свои собственные столовые принадлежности: совместное использование суповых чашек и чашек для питья сопутствующих столов исчезло в течение столетия. Несколько вещей также изменились в области столовых приборов. Например, обслуживание столовых приборов выиграло место за столом. Кроме того, к концу века им больше не приходилось приносить свою ложку и вилку, когда они пошли навестить что-то: стало так, что хозяин предоставил достаточное количество вил и ложки для всех гостей. Нож, однако, считался очень личным: каждый мужчина или женщина приносили свой нож к столу.
В целом, нидерландский столовый этикет мало чем отличается от остальных стран Европы. Интересной особенностью является обеденный этикет рассадки гостей. Самое почётное положение — либо во главе стола, либо в центре, которое занимают хозяева или организаторы застолья. Самые важные гости рассаживаются слева от них в порядке убывания важности. Если пара занимает разное положение по важности, то мужчину размещают справа от хозяйки, а женщину справа от хозяина. Нидерландское общество большую часть времени проводит в ресторанах, кафе и прочих уличных заведениях. Среди таких традиционных заведений можно выделить следующие: Broodjeswinkels (небольшие магазины, которые продают сандвичи), Poffertjes (небольшие рестораны, в которых подают жареные блинчики с сахарной пудрой и различными добавками) и киоски с сельдью (сырой, солёной, копчёной, либо высушенной, которую едят целиком, держа за хвост). Особенностью нидерландского общества является способ оплаты счёта в компании, который был известен уже в XVII веке. Если кого-либо приглашают на приём пищи вне дома и не оговаривают заранее способ оплаты — это означает, что трапеза будет за счёт приглашающей стороны. Если же приём пищи будет носить нейтральный характер и подразумевает оплату счёта каждым своего, то такой процесс называется специальным термином «по-голландски» (Dutch treat, go Dutch).
Особое отношение к сервировке стола уделяли при дворе короля Виллема I и королевы Вильгельмины. Например, Вильгельмину культуре потребления и сервировки стола, а также организации приёмов с раннего детства обучала её мать — Эмма Вальдек-Пирмонтская. Примечательным является тот факт, что она подарила на восьмилетие Вильгельмины столовый набор из серебра из восьмидесяти одного предмета.
С 1940 года культуру потребления пищи, а также этикет за столом в нидерландском обществе регулировала книга писательницы Ами Гросканп-тен Хаве — «Hoe hoort het eigenlijk?». Эта работа не только стала одной из самых продаваемых книг в стране, но и была переиздана 34 раза, последнее из которых состоялось в 2007 году. Она содержит правила этикета практически для каждой ситуации из жизни и даёт подробное описание того или иного правила. К примеру, белые перчатки официантам полагалось надевать с целью скрыть дефекты кожи и отсутствие надлежащего ухода за руками, поскольку для такой работы нанимались фермеры или разнорабочие. Вместе с тем, автор отмечает, что в настоящее время надобность в этих перчатках отпала и оголённые и ухоженные руки официанта говорят о его отношении к работе и уровню заведения. Занимательным она находит тот факт, что прежде столовые приборы ложились на стол выпуклой стороной к принимающим пищу. Это было вызвано необходимостью продемонстрировать родовой герб или иные отличительные символы, что наносились на обратной стороне приборов.

## Блюда и их подача

### Первые блюда
Ассортимент первых блюд весьма обширен. К традиционным, ещё средневековым блюдам, можно отнести предновогодний суп (нидерл. Oudejaarspot), рыбный суп из Тесселя (нидерл. Tesselse vissoep), старофризское жаркое (нидерл. Oudfriese winterpot), жаркое из Лейдена (нидерл. Hutspot met klapstuk), староголландский томатный суп (нидерл. Oud Hollandse tomatensoep), свекольный суп (нидерл. Bietensoep), суп из кервеля с копчёной селедкой (нидерл. Kervelsoep met gerookte haring), перлово-сырный суп из Алкмара (нидерл. Alkmaarse kaassoep met gort), фасолевый суп с лапшой и брокколи (нидерл. Miesoep met broccoli en boontjes), деревенский сырный суп (нидерл. Boerenkaas soep), томатный суп (нидерл. Papa al pomodoro maaltijdsoep), суп с тушёной бараниной из Лимбурга (нидерл. Limburgse stoofpot van lamsvlees), сырный суп с кислой капустой (нидерл. Zuurkoolsoep met kaas).
Новые блюда появлялись под влиянием кухонь соседних стран (мятный гороховый суп (нидерл. Erwtensoep met munt Goed), супы-пюре (нидерл. Courgettesoep)) или после прибытия грузов специй из Индии (амеландский горчичный суп (нидерл. Amelander mosterdsoep), яично-имбирный суп (нидерл. Eiersoep met gember).

### Вторые блюда
Разнообразие вторых блюд обуславливалось доступностью тех или иных продуктов в регионе. Сейчас продукты доступны круглый год, и региональные особенности размылись. Рыбу готовят даже в самых отдалённых от моря районах, баранину — в местах, где отсутствуют пастбища. Многие блюда получили свои название благодаря регионам, где были придуманы или стали наиболее популярны (ягнятина из Текселя, треска Северного моря (код), мидии из Зеландии, гюцпот из Лейдена.
Среди блюд, которые готовятся как дома, так и в ресторанах, различают следующие: тушёная квашеная капуста со шпиком, хаше, Острая молния, яйца со спаржей, свиной студень, балкенбрей, маринованная сельдь, вейфсхафт, стоффлес, коул слоу.

### Десерты
В нидерландской кухне достаточно широкий ассортимент десертов. Многие виды аналогичны другим странам: блины с сиропом (нидерл. рannekoeken, буреньонгенс и поффертье), вафли с сиропом (стропвафли), слоёные торты (спеккойк), пироги (лимбургский пирог). Есть и традиционные десерты с вековой историей: вла, олибол, Девентерское печенье, "Зволльские шарики". Конфеты: хопьесвла, солёные и сладкие лакричные конфеты, босхебол, зеландский болюс, "Арнемские девушки".

### Уличная еда
Уличная еда представлена большим многообразием. Популярными являются: крокеты, Kaassoufflé, биттерболы, Berenklauw и картофель фри с майонезом. Достаточно известными являются Smullers — картофель со смесью приправ (карри, чили и т. п.) и Patatje Oorlog (картофель с майонезом, солёным соусом с луком). Есть также торговые автоматы быстрого питания, в которых можно купить куриные бургеры и сендвичи. В период между Рождеством и Новым Годом основным продуктом голландской уличной кухни являются олибол (Oliebol), который буквально переводится как «масляный шарик». Олиболлен — это шарики из теста с изюмом или без, обжаренные во фритюре и посыпанные сахарной пудрой.

## Напитки

### Кофе, чай, шоколад
Кофе и чай «из Индии» пользуются большой популярностью. Перерыв на кофе (koffietijd) обычно бывает между в десять утра или после работы около семи вечера. Традиционное «одно печенье» приписывают «фризской скупости», на католическом юге этому ограничению не следуют. Существует анекдот, что конце в 1940-х премьер Виллем Дрес подал американскому дипломату кофе с единственным печеньем, после чего тот поверил, что американские деньги по плану Маршалла расходуются рачительно. Кофе с молоком называют «неправильным» (koffie verkeerd), но он популярен. Кроме кофе, популярны горячий шоколад, молоко с анисом и тёплый лимонад (кваст).

### Алкоголь
В Нидерландах очень распространено пиво, особенно лагер: среди наиболее знаменитых — марки Heineken, Amstel и Grolsch. Традиционным крепким напитком является можжевёловый джин Женевер. По случаю праздников королевской семьи подаётся апельсиновое бренди оранжевого цвета. Также нидерландская алкогольная продукция представлена следующим ассортиментом:
- пшеничную водку Royalty,
- водка Ursus,
- ликер De Kuyper,
- ликер Advocaat,
- ликер Bols,
- виски Zuidam.